# Parque nacional Boucle du Baoulé
Parque nacional Boucle du Baoulé (en francés: Parc national de la boucle du Baoulé)  es un espacio protegido que se encuentra en el oeste del país africano de Malí, en las regiones de Kayes y Kulikoró, fue establecido en 1982. Tiene una superficie de 25 330 km², pero tiene poca vida salvaje. El parque es conocido por su arte rupestre y tumbas.
Este sitio fue añadido a la Lista Tentativa de Patrimonio Mundial de la Unesco el 8 de septiembre de 1999, en la categoría de Cultura.